# Богатый (Тульская область)
Богатый — поселок в Чернском районе Тульской области в составе Северного сельского поселения.

## География
Находится в юго-западной части Тульской области на расстоянии приблизительно 5 км на север-северо-запад по прямой от поселка Чернь, административного центра района.

## История
В конце 1930-х годов поселок был отмечен как населенный пункт с 21 двором.

## Население
Постоянное население составляло 38 человек (русские 87 %) в 2002 году, 34 в 2010.